# Schönborn (geslacht)

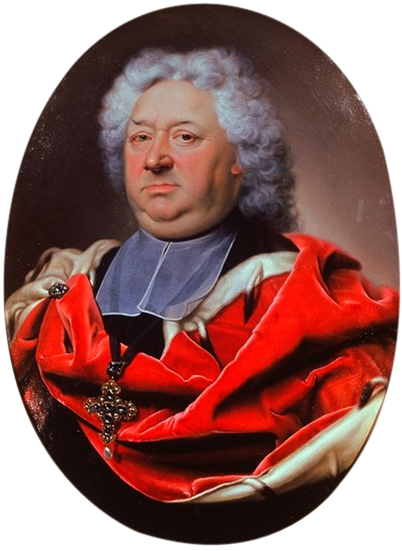
Lothar Franz von Schönborn

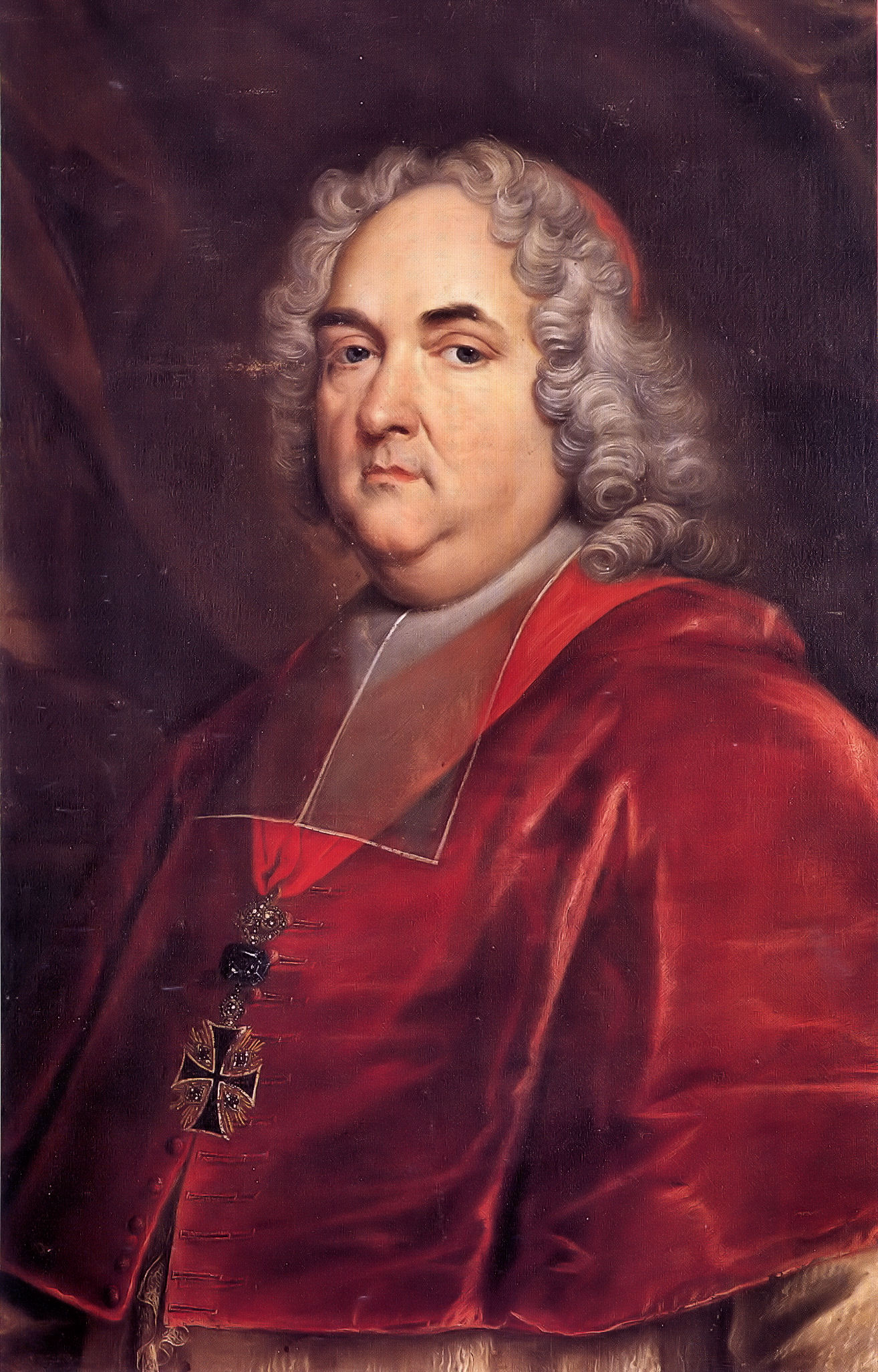
Damian Hugo Philipp, Rijksgraaf en Kardinaal von Schönborn, Ridder in de Duitse Orde, Landcommandeur van Alden Biesen

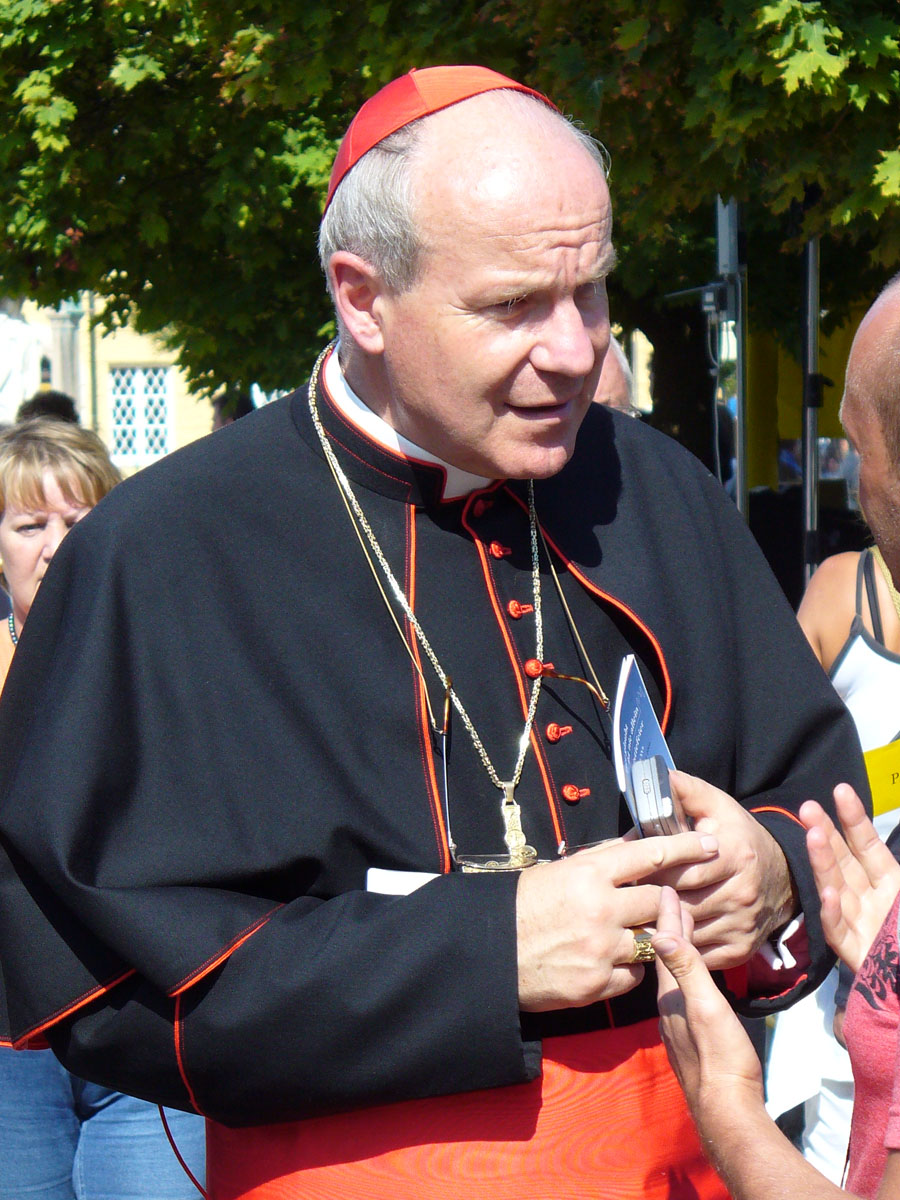
Christoph Rijksgraaf en Kardinaal von Schönborn

Schönborn is een Duits adellijk geslacht dat vele prelaten voortbracht.

## Schönborn tot de deling van 1801
De stamboom gaat terug tot ene Dyderich de Sconenburne (1284) aan de Lahn in Hessen. In 1661 werd de heerlijkheid Heusenstamm gekocht. Op 11 februari 1663 werden de leden verheven tot rijksvrijheer. Op 27 september 1671 schonk de bisschop van Würzburg uit de familie Schönborn de heerlijkheid Reichelsburg aan zijn broer. Aan het bezit van deze rijksvrije heerlijkheid was een zetel in de Frankische Kreits verbonden. Op 5 augustus 1701 werden de vrijheren tot rijksgraaf verheven. op 26 juli 1704 werd de heerlijkheid Wiesentheid verworven door graaf Rodolf door zijn huwelijk met Maria Elonora, gravin-douariere van Dernbach, geboren gravin van Hatzfeld. Ook aan deze heerlijkheid was een zetel in de Frankische Kreits verbonden.
Op 9 februari 1711 werd de heerlijkheid Puchheim in Opper-Oostenrijk verworven. Deze heerlijkheid was niet Reichsunmittelbar.
Een familiepact van 25 juli 1720 verdeelde de bezittingen onder twee takken, waarbij een jongere tak te Heussenstamm ontstond. Deze tak stierf in 1801 uit, waarna de hoofdtak in 1801 en 1811 opnieuw deelde in Schönborn-Buchheim en Schönborn-Wiesentheid.

## Schönborn-Buchheim
Stamvader is Franz Philipp (1768-1841). In 1829 krijgt deze tak het predicaat "Erlaucht" met recht van eerstgeboorte. Huidig hoofd is Friedrich Karl Graf von Schönborn-Buchheim (1938) die trouwde in 1964 met Isabella prinses van Frankrijk (1932), dochter van de graaf van Parijs Henri d'Orléans (1908-1999) en met wij hij vijf kinderen heeft.

## Schönborn-Wiesentheid

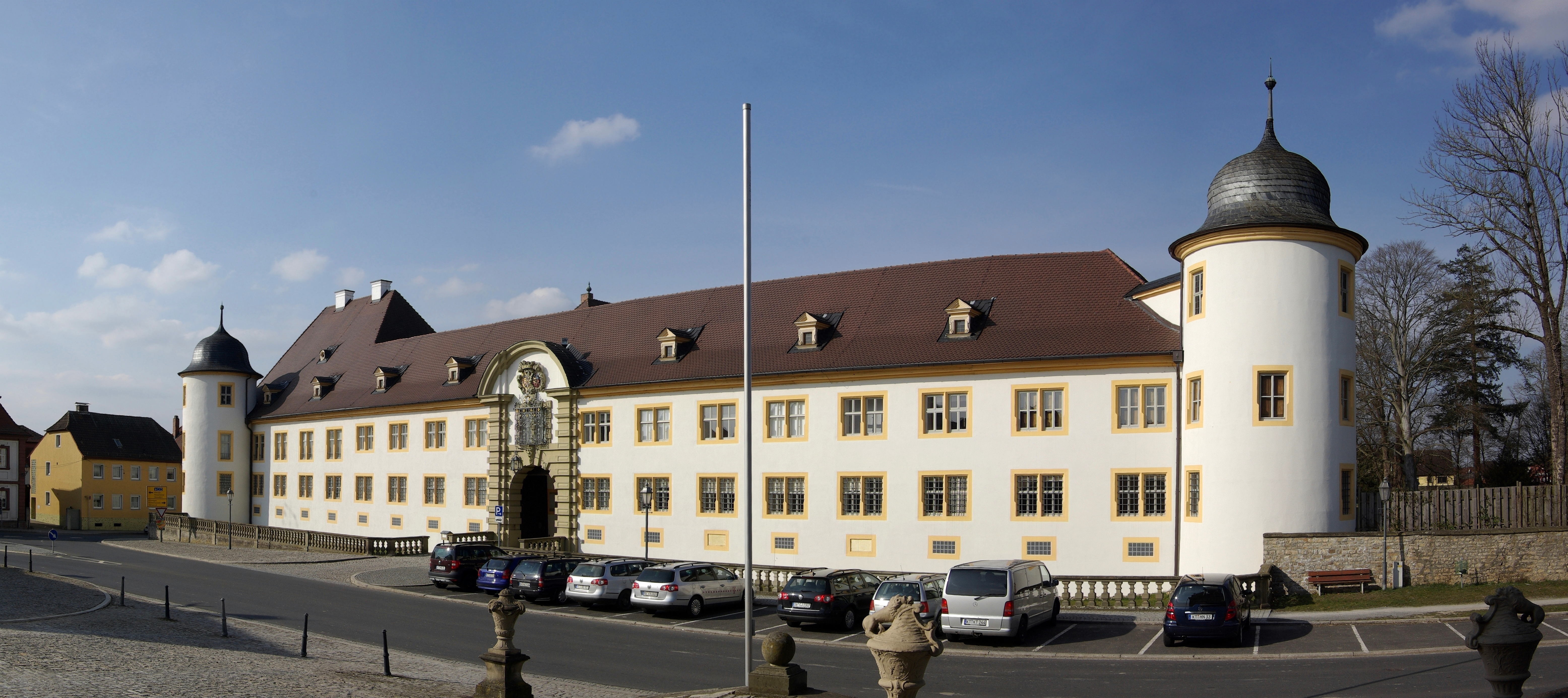
Schloss Wiesentheid

Stamvader is graaf Franz Erwein (1776-1840). In 1829 krijgt het hoofd van de tak het predicaat "Erlaucht", in 1911 alle leden van deze tak (voor zover voldoend aan de huiswetten). Huidig hoofd is Paul Graf von Schönborn-Wiesentheid, graaf en heer van Wiesentheid (1962) BA die trouwde met dr. Damiana gravin Lovatelli (1961) en die samen zes kinderen hebben; zij bewonen het slot Wiesentheid.

## Schönborn
Stamvader van deze linie is graaf Friedrich Karl (1781-1849). Huidig hoofd is de fotograaf Philipp Graf von Schönborn (1943) die in 1970 trouwde met Adelheid von Buchwaldt (1938) en met wie hij twee dochters heeft. Zijn jongere broers zijn kardinaal Christoph Schönborn (1945), de huidige aartsbisschop van Wenen, en toneelspeler Michael Graf von Schönborn (1954).

## Clerici
- Johann Philipp, Rijksgraaf von Schönborn (6 augustus 1605, Eschbach - 12 februari 1673, Würzburg); Aartsbisschop van Mainz en Bisschop van Würzburg en Worms
- Lothar Franz, Rijksgraaf von Schönborn  (1655-1729); Aartsbisschop van Mainz en Bisschop van Bamberg
- Damian Hugo Philipp von Schönborn, Rijksgraaf von Schönborn (1676–1743) ; Kardinaal, Prins-Bisschop van Speyer en Constanz
- Franz Georg, Rijksgraaf von Schönborn; Aartsbisschop van Trier en Worms
- Johann Philipp Franz, Rijksgraaf von Schönborn; Bisschop van Würzburg
- Friedrich Karl, Rijksgraaf von Schönborn; Bisschop van Bamberg en Würzburg
- Franz, Rijksgraaf von Schönborn; Kardinaal en Bisschop van Praag
- Franciscus von Paula, Rijksgraaf von Schönborn; Kardinaal en Aartsbisschop van Praag
- Christoph Schönborn; Kardinaal; Aartsbisschop van Wenen